# Galleria Estense
Die Galleria Estense mit Sitz in Modena ist ein Museum, das die Kunstsammlung der Herzöge von Este sowie eine Sammlung von Werken aus den letzten zwei Jahrhunderten zeigt.
Die Galerie wurde 1854 von Franz V. gegründet und befindet sich seit 1894 am heutigen Standort im Palazzo dei Musei. Sie besteht aus vier Sälen und sechzehn Ausstellungsräumen, die dem bedeutenden künstlerischen Erbe der Herzöge von Este seit den glorreichen Jahren der Herrschaft von Ferrara gewidmet sind. Die Sammlungen von Este sind eine aristokratische Sammlung, die auf mehrere Interessensgebieten ausgerichtet ist. Sie umfassen die reiche Gemäldegalerie, die eine wertvolle Anzahl von Gemälden aus dem 14. bis 18. Jahrhundert beherbergt, darunter eine Gruppe, die der Malerei der Poebene gewidmet ist, und mehrere Skulpturen aus Marmor und Terrakotta. Den Kern bilden Objekte der angewandten Kunst, die Teil der prächtigen herzoglichen Ausstattung waren, sowie verschiedene spezifische Sammlungen wie Zeichnungen, Bronzen, Majolika, Medaillen, Elfenbeine und Musikinstrumenten. Zu den wichtigsten Werken gehören die Pietà von Cima da Conegliano, die Madonna mit Kind von Correggio, das Porträt von Francesco I. d’Este von Velazquez, ein Triptychon von El Greco, eine Marmorbüste von Francesco I d’Este von Bernini und ein Kruzifix von Guido Reni.

## Geschichte

### Die Este-Sammlungen von Ferrara

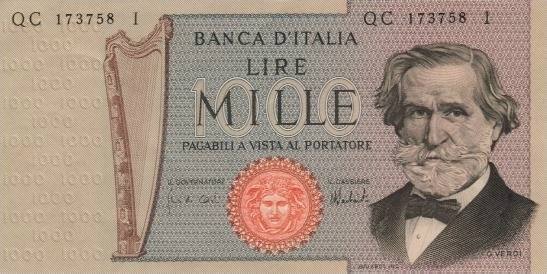
Die berühmte Estense-Harfe auf der 1000-Lire-Note mit Giuseppe Verdi

Ferrara war in der Zeit des Humanismus und der Renaissance der Hauptakteur einer großen kulturellen Periode, die, wenn auch mit weniger originellen Ergebnissen, auch in den folgenden Jahrhunderten andauerte.
Die Herzöge von Este führten einen der berühmtesten Höfe Europas, an dem viele gefeierte Künstler und Schriftsteller der damaligen Zeit lebten, wie zum Beispiel Piero della Francesca, Rogier van der Weyden, Giovanni Bellini, Andrea Mantegna, Tiziano, Cosmè Tura, Dosso Dossi, Benvenuto Tisi Garofalo, Ludovico Ariosto und Torquato Tasso.
Die ganze Familie Este, vor allem als Herzöge von Ferrara, pflegten mit besondere Sorgfalt ihre Kunstsammlungen, darunter hoben sich besonders Lionello, Borso, Ercole I., Alfonso I., Ercole II. und die zwei Kardinäle Ippolito I. und Ippolito II., Besitzer der berühmten Villa d’Este in Tivoli hervor. Zusätzlich zu den Gemälden sammelte die Familie Este Statuen, Bronzen, Keramiken, Gemmen, Medaillen und Münzen. Zusätzlich zur Beauftragung neuer Werke bei den damaligen Künstlern erhielten die Estensi von ihren Korrespondenten in anderen Städten Hinweise auf Objekte oder Werke, die für sie von Interesse sein könnten. Sie führten den Kauf aus, wobei sie offensichtlich darauf achteten, so wenig wie möglich auszugeben und es manchmal sogar vermieden persönlich bei den Verhandlungen zu erscheinen. 
Im Laufe der Jahrhunderte ist viel verloren gegangen: Man denke nur an die alten und mittelalterlichen Goldmünzen, von denen heute in der Galerie Este dreihundert vorhanden sind, aber in einem Inventar aus der Mitte des 16. Jahrhunderts, das für Ercole II. angefertigt wurde, mehrere tausend angeführt wurden.

### Cesare I.
Im Jahr 1598 wurde die Hauptstadt nach Modena verlegt, um Ferrara, das an Papst Clemens VIII. abgetreten werden musste, zu ersetzen. Herzog Cesare I. versuchte so viel wie möglich aus den Este-Sammlungen in Kisten voller Kunstwerke und seltener oder kostbarer Gegenstände mitzubringen.
Einen Teil der in Ferrara verbliebenen Werke spendete Cesare, um einigen mächtigen Persönlichkeiten wie Kardinal Borghese und dem Kaiser von Österreich zu schmeicheln.

### Francesco I.
Francesco I. war der Nachfolger von Alfonso III. Trotz seiner Bemühungen nach Ferrara zurückzukehren, wollte er an seinem Hof in Modena jene künstlerische Atmosphäre schaffen, die Ferrara zuvor geprägt hatte. Für die Hauptstadt des verkleinerten Herzogtums Modena und Reggio wollte er einen imposanten und prächtigen Herzogssitz. Das Projekt wurde dem römischen Architekten Bartolomeo Avanzini anvertraut, der von Bernini beraten wurde, der den an ihn gerichteten Auftrag nicht annehmen konnte, weil er mit dem Papst beschäftigt war.
Während einer diplomatischen Reise nach Spanien ließ Francesco I. sein Porträt von Diego Velázquez anfertigen, das sich heute in der Galleria Estense befindet. Ein weiterer kostbarer Schatz ist die berühmte Marmorbüste von Bernini, weiters Porträts 
des Herzogs von Justus Sustermans und ein anderes von Boulanger, welches ausgeführt wurde, ohne dass der Herzog vor ihm stand oder vorher ein Bild von ihm gesehen zu haben. Um den Widerwillen des Bildhauers zu überwinden, der in einem Brief an Kardinal Rinaldo, den Bruder des Herzogs, nicht nur sehr schwierig, sondern sogar tollkühn urteilt, wurde die für diese Zeiten enorme Summe von tausend Dubletten gezahlt.
Andere wertvolle Werke, die vom Herzog gespendet oder gekauft wurden, gelangten damals in seine Sammlung, wie Gemälde von Paolo Veronese, Salvator Rosa, Hans Holbein und die Marmorbüste seiner Geliebten Constance von Bernini.
Francesco I. begann dann, später auch seine Nachfolger, Bilder aus den Kirchen und Klöstern des Herzogtums in Besitz zu nehmen und sie allenfalls durch Kopien zu ersetzen, manchmal sogar im Geheimen vor den Priestern, die Widerstand leisten wollten. So gelangten sie in den prächtigen Herzogspalast, der allmählich zum Bau für Gemälde von Correggio, von Cima da Conegliano und von Parmigianino werden sollte.

### Die Nachfolger von Francesco I.
Sein Sohn Alfonso IV. öffnete die Galerie für die Öffentlichkeit. Die Gattin Laura Martinozzi, Nichte von Kardinal Mazarin, der nach dem Tod ihres Mannes Regent des Herzogtums war (weil ihr Sohn Francesco II. erst zwei Jahre alt war), tätigte für die Galerie keine Neuanschaffungen und widmete sich vor allem guten Werken und dem Bau von Kirchen und Klöstern.
Während der Herrschaft von Francesco II. und Rinaldo I. wurde für die Galerie keine bedeutenden Werke angeschafft.
Eine Abstieg der Galerie erfolgte unter Francesco III. Um Geld zu sammeln beschloss er die besten Stücke der Galerie an August III. von Polen für die große Summe von 100.000 venezianischen Zecchini (entspricht etwa 650 kg Gold) zu verkaufen. So gingen im Juli 1746 folgende Kunstwerke nach Dresden: Andrea del Sarto, Diego Velázquez, Holbein, Rubens, Paolo Veronese, Tiziano, Parmigianino, Correggio, Guercino, Guido Reni, der Carracci und viele andere. Diese Werke sind in der Gemäldegalerie in Dresden noch immer zu bewundern und sorgen für dessen hohes künstlerische Niveau.
Francesco III. und Ercole III., die seine Nachfolge antraten, nutzten das bereits von Francesco I. verwendete System, um die Kirchen des Herzogtums (Carpi, Reggio, Modena), zu plündern und die Galerie wieder aufzubauen. So lösten sich beispielsweise Fresken von Nicolò dell’Abbate von der Rocca di Scandiano, aus der auch einige Gemälde stammen.

### Napoleonische Plünderung
Auch Napoleon wollte Kunstwerke aus der Galerie in Besitz nehmen und beim Waffenstillstand in Cherasco legte er fest, dass zwanzig Gemälde der Familie Este nach Paris gebracht werden sollen, aus denen nach einigen Monaten fünfzig wurde. Aus dieser Zeit stammen die riesige napoleonische Plünderung des Herzogtums Modena, Sammlungen von Kunstwerken, Archiv- und Buchwaren, aber auch die glyptische Sammlung von Este. Am 14. Oktober 1796 kam Napoleon mit zwei neuen Kommissaren, Garrau und Saliceti, nach Modena, die mehrmals die Galerien der Medaillen und die Galerie des Herzogspalastes aufsuchten, um die Kameen-Sammlung und gravierte Halbedelsteine zu durchsuchen. Nach der Übernahme einer großen Anzahl von Manuskripten und antiken Büchern aus der herzoglichen Bibliothek, wurden am 17. Oktober 1213 Exemplare übergeben: 900 Römische Bronzemünzen, 124 Münzen aus den Römischen Kolonien, 10 Silbermünzen, 31 Einfassungen, 44 Griechische Münzen, 103 Münzen von den Päpsten, die an die Bibliotheque Nationale in Paris geschickt und seitdem dort aufbewahrt werden. 
Napoleons Gattin Joséphine war im Februar 1797 kaum weniger bescheiden. Sie wollte im Palazzo Ducale die Kameen- und Edelsteinsammlung sehen, aber sie begnügte sich nicht damit, sie anzusehen. Zusätzlich zu denen, die von einigen Helfern ihres Mannes übernommen wurden, nahm sie noch ca. 200 Stück mit. Der Louvre erhielt 1.300 Zeichnungen aus den Estensi-Sammlungen, 16 Kameen aus Achat, 51 Halbedelsteine und mehrere Vasen aus Bergkristall, wo sie sich seitdem befinden. Am 20. Oktober wurde die Büsten von Lucius Vero und Marcus Aurelius, ein Schild der Trajan-Säule, und eine weitere Kaiserbüste beschlagnahmt. Saliceti und Garrau nahmen selbst mehrere Kameen mit Gold und emaillierten Goldrahmen. Eine zweite Lieferung von Gemälden fand am 25. Oktober statt, als Tinet, Moitte und Berthelmy 28 Gemälde auswählten, um sie zusammen mit 554 weiteren Zeichnungen und vier Alben mit insgesamt 800 Zeichnungen nach Paris zu schicken. Zahlreiche Gemälde der emilianischen Schule wie das Altarbild der Schutzheiligen der Stadt Modena (1651) und des Heiligen Paulus (1644) von Guercino, Mariä Reinigung von Guido Reni, die Erscheinung der Jungfrau (1592) von Annibale Carracci, Der Traum von Hiob (1593) von Cigoli, aber auch Der verhöhnte Christus von Gianbologna und andere Maler, die im Louvre untergebracht sind und nie wieder zurückkehren. Es wird geschätzt, dass allein 1.300 Zeichnungen in den Louvre gebracht wurden.

### Wiederherstellung
Ercole III. verkaufte im Exil in Treviso einige Gegenstände, die er mitgebracht hatte, aber er erweiterte auch die Galerie, um die Plünderungen Napoleons auszugleichen. Mit der Restauration kam Herzog Franz IV. nach Modena, der versuchte einige wichtige Werke wiederzubekommen die Napoleon geraubt hatte. Aus der Este-Sammlung kehrten 22 Gemälde (plus zwei LeBrun) nach Modena zurück, während 28 Gemälde in Frankreich blieben (4 wurden vermisst). Er vergrößerte die Galerie auch durch andere Werke mit der üblichen Methode, die Kirchen des Herzogtums zu durchsuchen.
Auch sein Sohn Francesco V. kaufte etwas und öffnete die Galerie in den Räumlichkeiten des Palazzo Ducale wieder für die Öffentlichkeit.

### Nach 1859 und heute

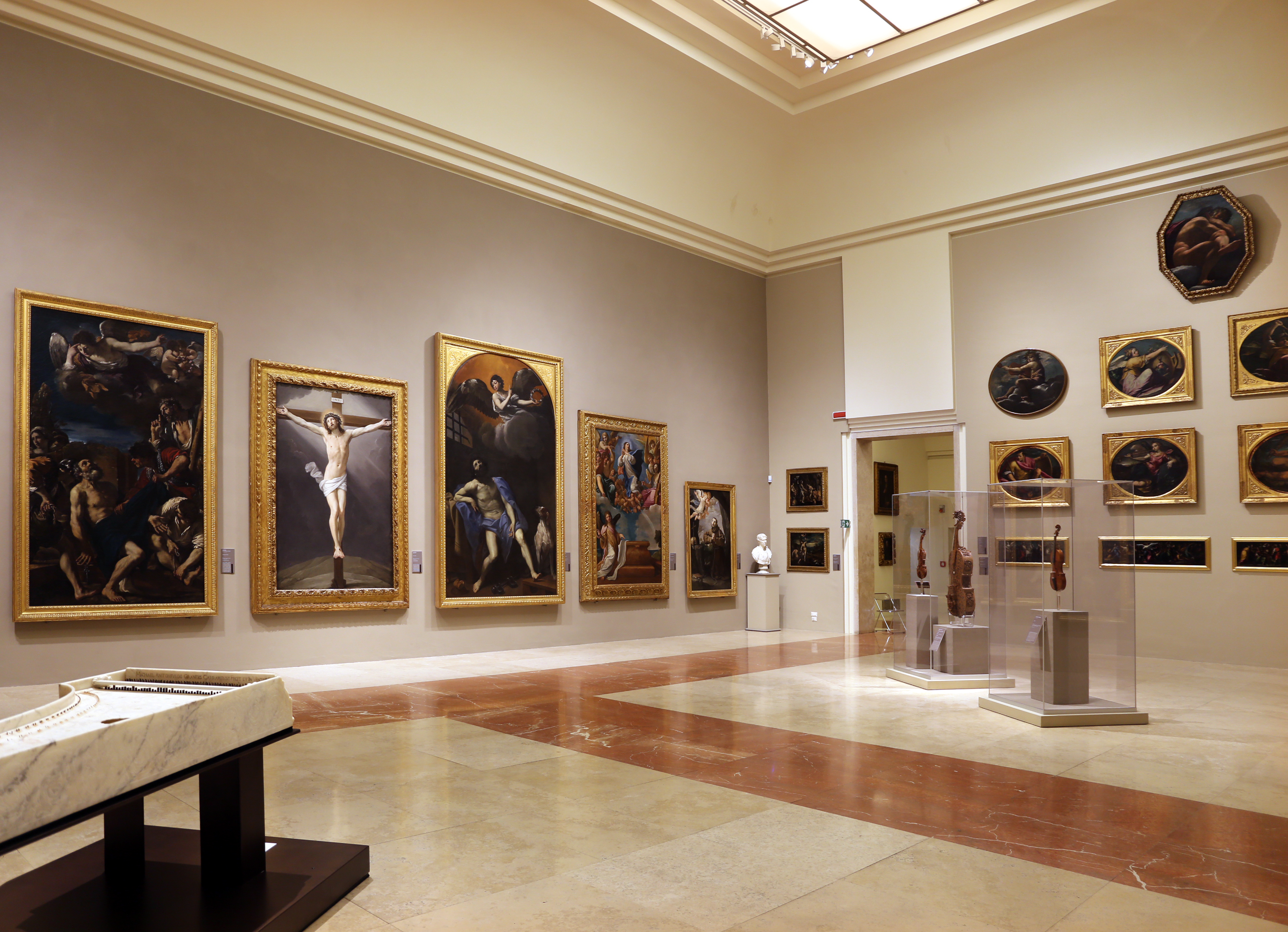
Der Emilia-Saal des 17. Jahrhunderts

1859 endete die Geschichte des Herzogtums und Modena und Reggio wurden italienisch. Auf seiner Flucht nahm Francesco V. einige kleine Gemälde und wertvolle Bücher mit, darunter die berühmte Bibel des Borso d’Este. Nach dem Ersten Weltkrieg wurde sie dank der Großzügigkeit von Senator Giovanni Treccani, der sie auf einer Auktion kaufte, nach Modena zurückgebracht.
In der Übergangszeit traten unvermeidlich einige Verluste und Diebstähle auf: Luigi Carlo Farini, Diktator im Namen der Savoyer Regierung der Provinzen Modena, wurde von einigen beschuldigt, wir wissen nicht auf der Grundlage welcher Hinweise, sich Wertgegenstände aus dem von ihm bewohnten Herzogspalast und Regierungssitz angeeignet zu haben.
1879 musste die Galerie übersiedeln, da der Palazzo zum Sitz der Militärakademie wurde. Die Galerie wurde in den von Francesco III. errichteten Palast aus dem 18. Jahrhundert verlegt. Heute als Palazzo dei Musei bekannt, berherbert er das Lapidarium, das Stadtmuseum, das Bürgerarchiv und die Biblioteca Estense, mit zahlreichen alten Kodizes, Partituren, alten Karten und wertvollen illuminierten Büchern, darunter die bereits erwähnte Bibel von Borso d’Este.
Die Sammlung der Galerie wurde mehrmals neu geordnet. Zuletzt wurde sie am 3. Dezember 2006 nach mehrmonatiger Schließung wieder der Öffentlichkeit zugänglich gemacht. Sie wurde mit einem neuen Mikroklimasystem ausgestattet, das für die Erhaltung der ausgestellten Werke geeignet ist, einer neuen Beleuchtung, einem neuen Ausstellungsweg und begleitenden Bildunterschriften.

## Beschreibung

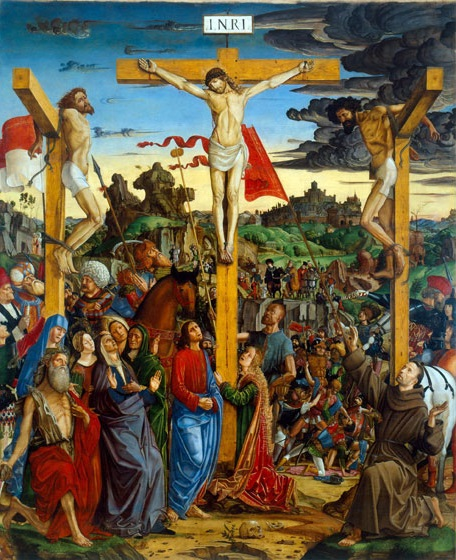
Francesco Bianchi Ferrari, Altaraufsatz der drei Kreuze, auch bekannt als Kreuzigung von Mirandola (da sie aus der Kirche San Francesco di Mirandola stammt.)

Die Galerie beginnt mit einer Reihe von Marmor- und Bronzebüsten aus der Renaissance und dem 17. Jahrhundert und einer Vitrine mit der Bronzevase Gonzaga, die der Bildhauer Pier Jacopo Alari Bonacolsi, genannt der Alte, für den Herzog von Mantua geschaffen hat und die 27,5 cm hohe Bronze von Bertoldo di Giovanni, einem florentinischen Bildhauer, der Schüler von Donatello und Meister von Michelangelo war.
Am Ende des Raumes steht die etwa einen Meter hohe weiße Marmorbüste von Francesco I. von Bernini, ein Werk aus dem 17. Jahrhundert von höchstem Wert.
Unter den Unikaten befindet sich die berühmte "Harfe Estense", die von 1969 bis 1981 auf den italienischen 1.000-Liter-Banknoten abgebildet wurde. Sie wird zusammen mit einem Altartuch aus Halbedelsteinen aus dem 17. Jahrhundert und mit Blumenbildern von Jean de la Roque auf Pergament gezeigt. Es ist ein 148 cm hohes, für die damalige Zeit (1558), sehr seltenes und mit Dekorationen vollständig bedecktes Musikinstrument. Die Harfe soll in der Werkstatt des Geigenbauers Giovanni Battista Giacomelli hergestellt und von Künstlern aus Ferrara wie dem Maler Giulio Marescotti und Giuseppe Mazzuoli, bekannt als il Bastarolo, dekoriert worden sein, der die oberen Friese ausführte.
Zu den berühmtesten Künstlern, die in der Galerie vertreten sind zählen:
- Raffaello (die Perle von Modena)
- Tommaso da Modena
- Barnaba da Modena
- Agnolo und Bartolomeo degli Erri
- Bartolomeo Bonascia
- Francesco Bianchi Ferrari
- Cima da Conegliano
- Cosmè Tura (Heiliger Antonius von Padua)
- Gian Francesco de' Maineri (Lucrezia, Bruto und Collatino)
- Niccolò dell’Arca
- Antonio Allegri genannt Correggio (Madonna mit Kind und den Heiligen Quirino und Franziskus, Madonna Campori)
- Antonio Begarelli
- Dosso Dossi
- Nicolò dell’Abbate
- Lelio Orsi
- Rosalba Carriera
- Diego Velázquez
- El Greco
- Pieter Paul Rubens
- Paolo Veronese
- Jacopo da Ponte genannt Bassano
- Tintoretto
- Guido Reni
- Annibale Carracci
- Lodovico Carracci
- Nicolas Tournier
- il Guercino
- Salvator Rosa
- Charles Le Brun (Mose verteidigt die Töchter von Jetro und die Hochzeit von Mose und Sefora)

Die Gemälde werden mit Skulpturen der damaligen Zeit kombiniert. In der Galerie befinden sich auch eine Madonna mit Kind und ein Atlant des großen Bildhauers Wiligelmo und eine Korallenkrippe aus dem 18. Jahrhundert.

## Gemäldegalerie

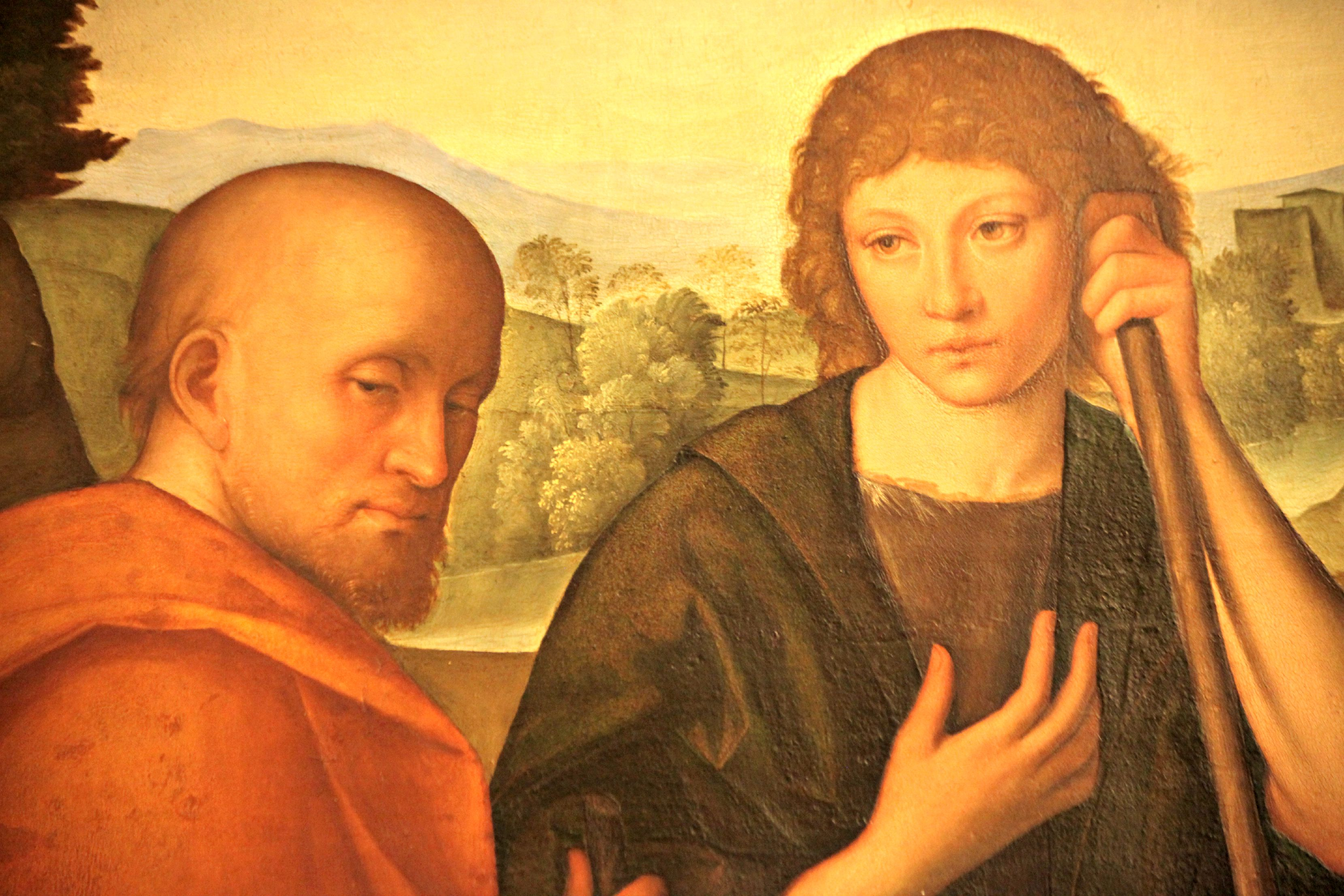
Anbetung der Hirten von Boccaccio Boccaccino
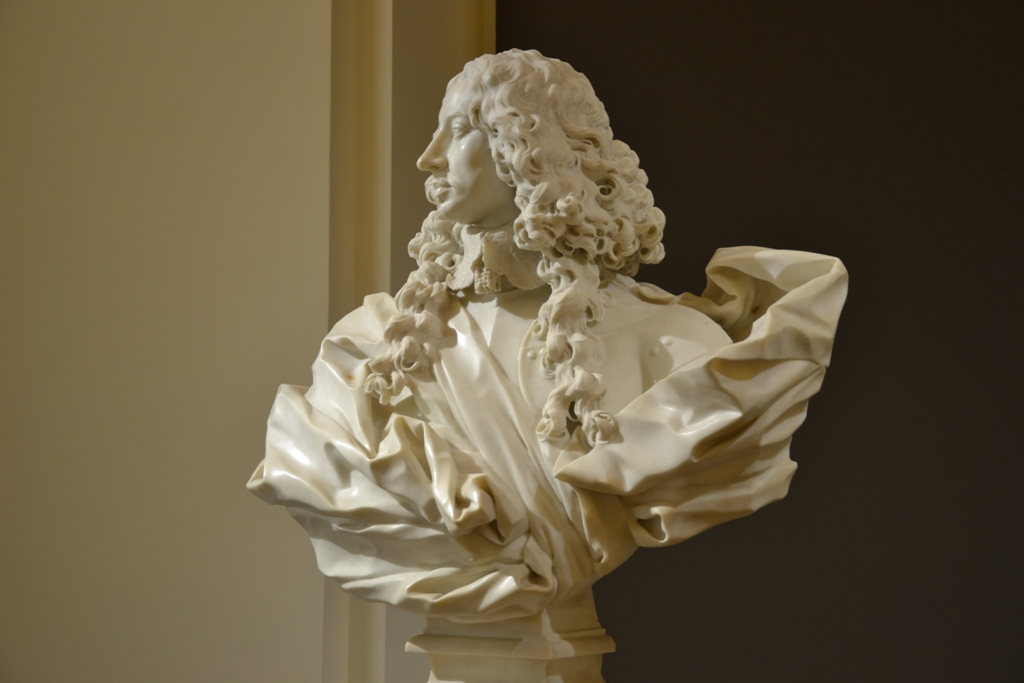
Büste von Francesco I d'Este von Bernini
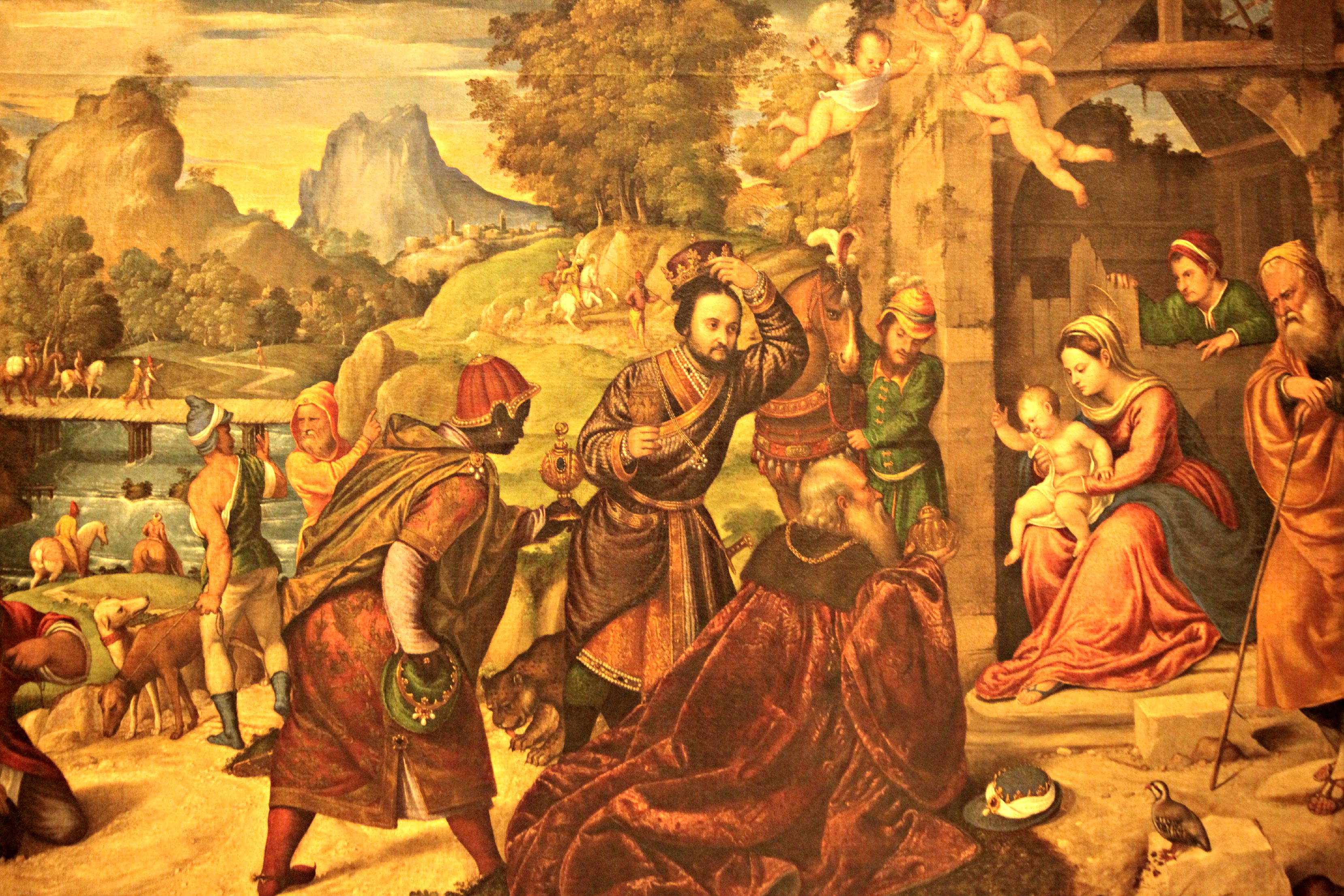
Anbetung der Magier von Polidoro da Lanciano
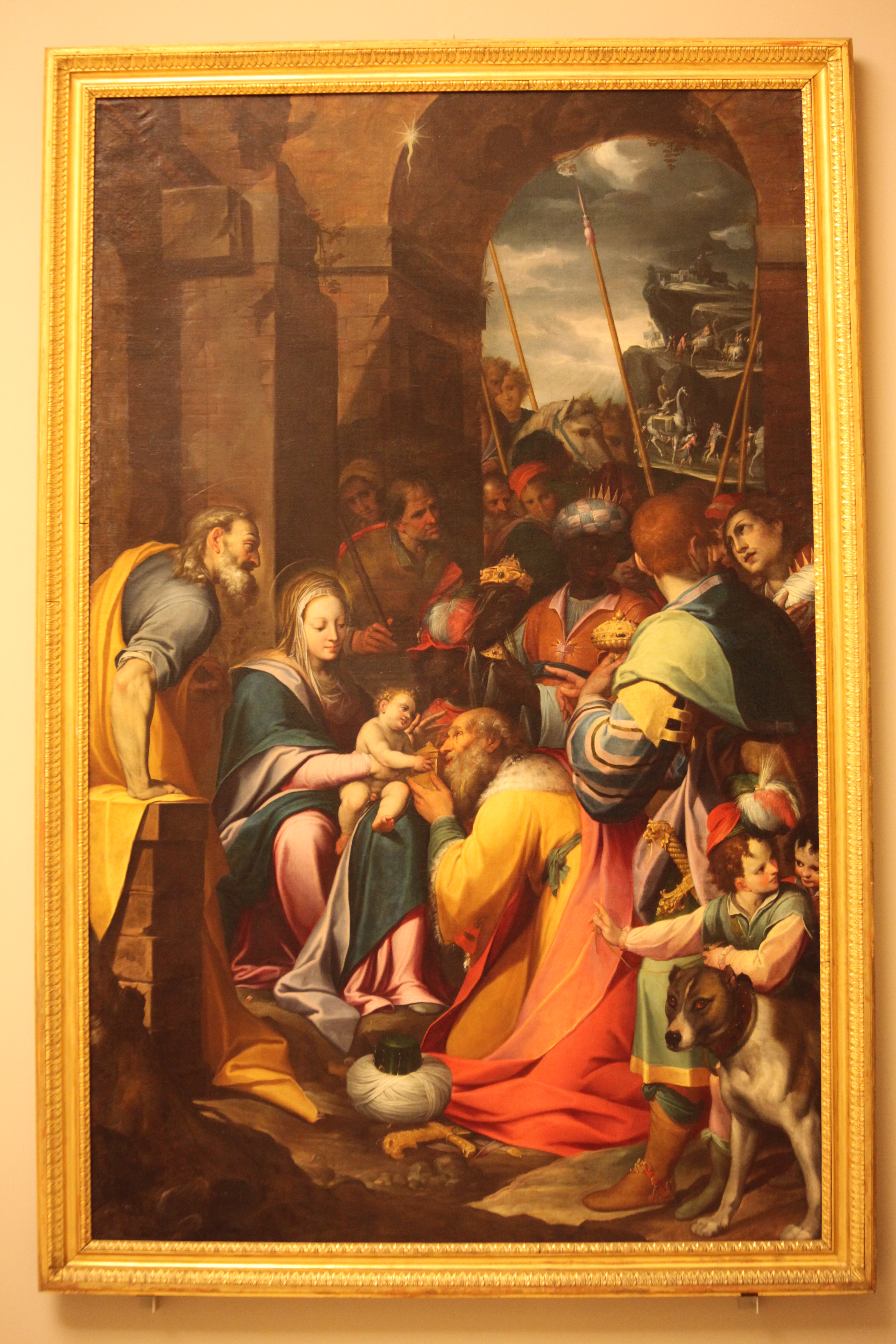
Anbetung der Magier von Camillo Procaccini
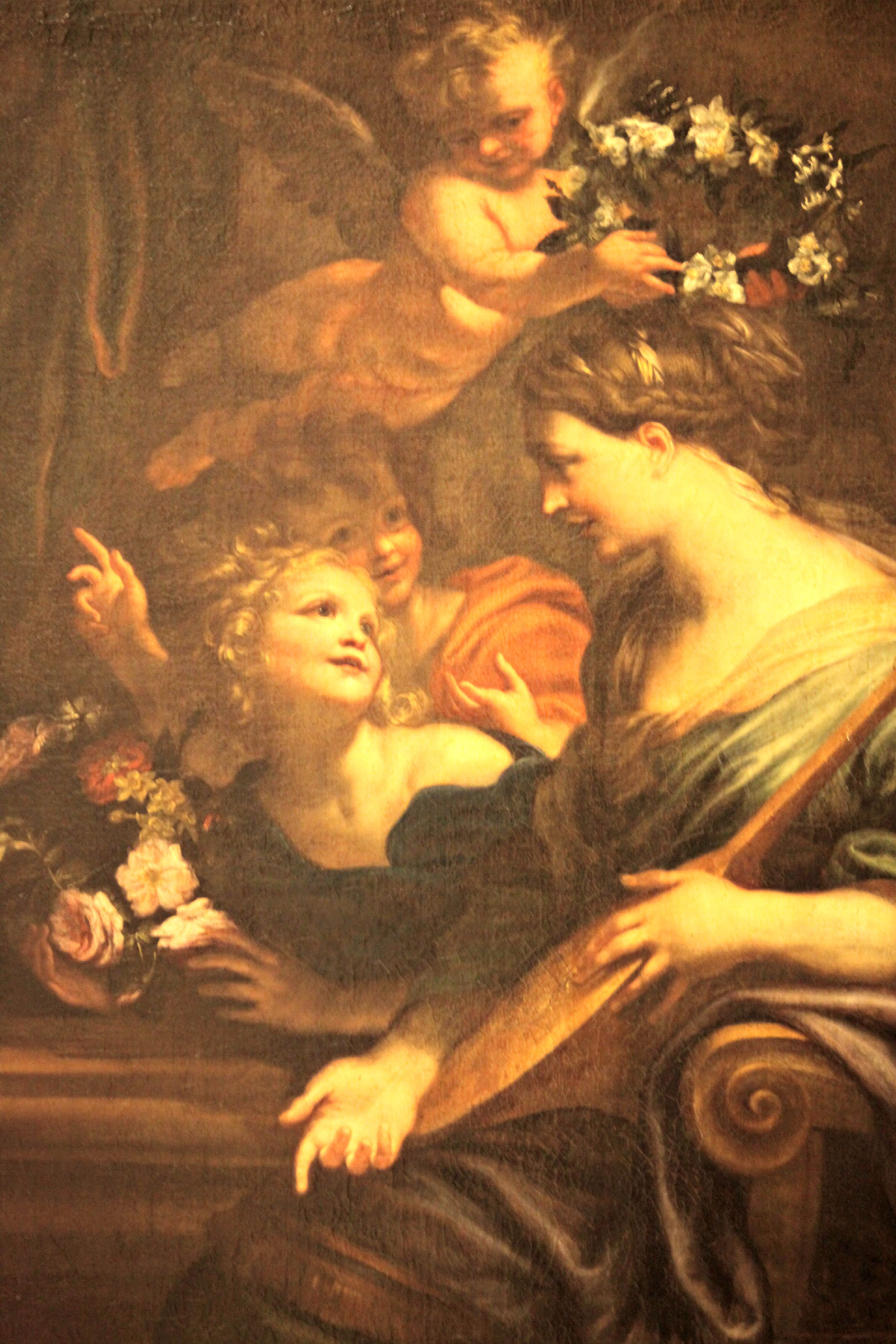
Allegorie der Musik von Domenico Piola
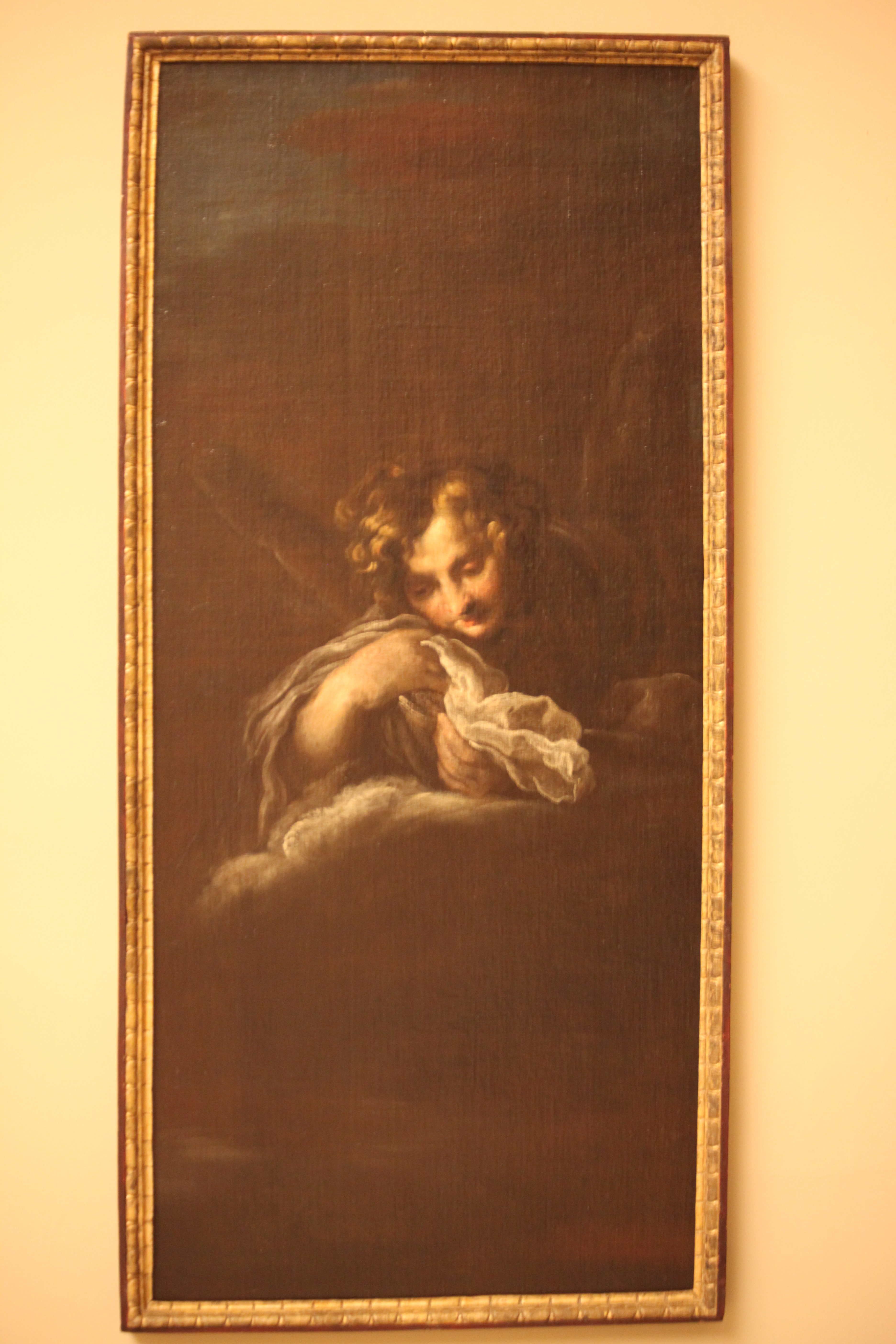
Engel mit Wolken von Domenico Fetti
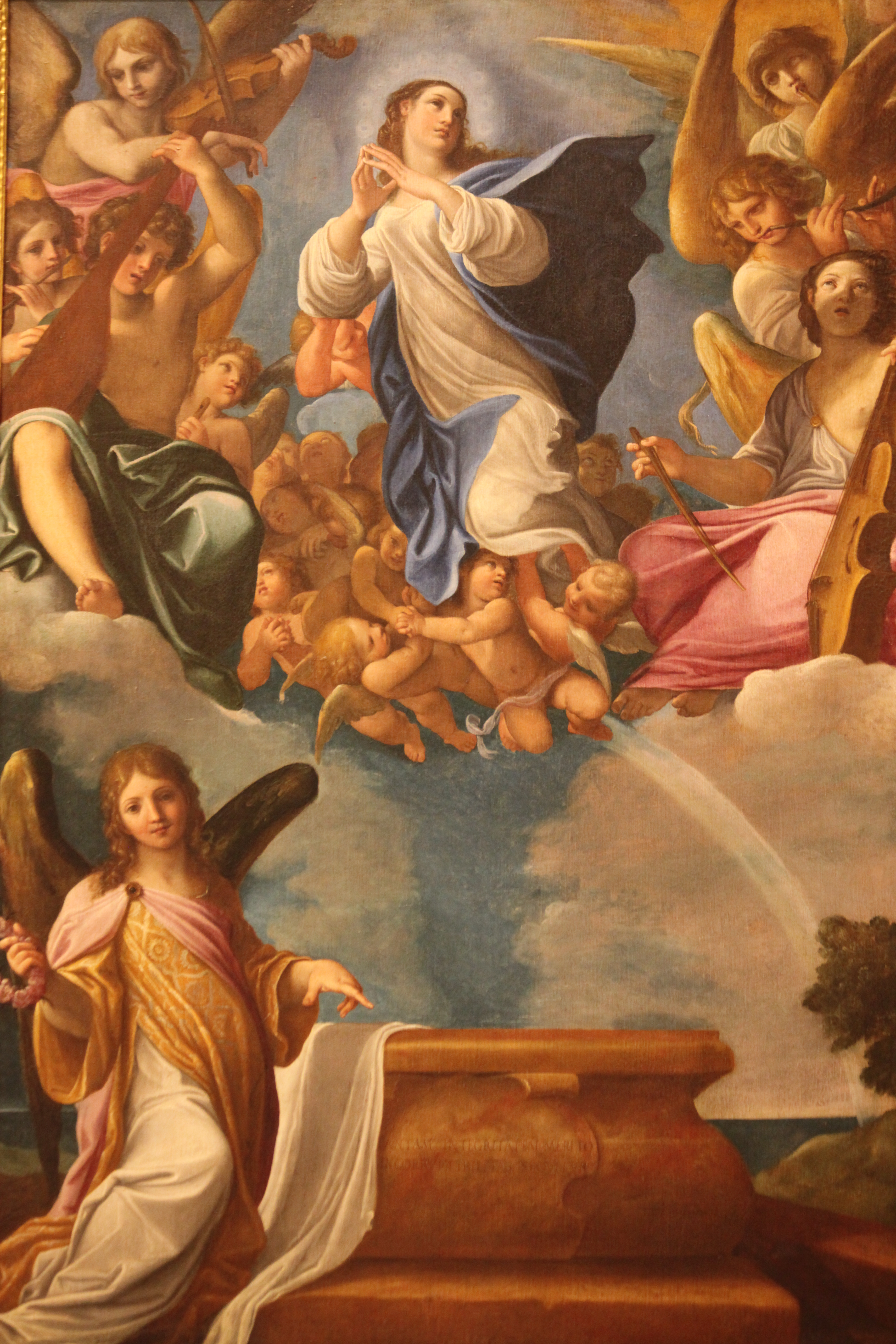
Maria Himmelfahrt von Ludovico Carracci
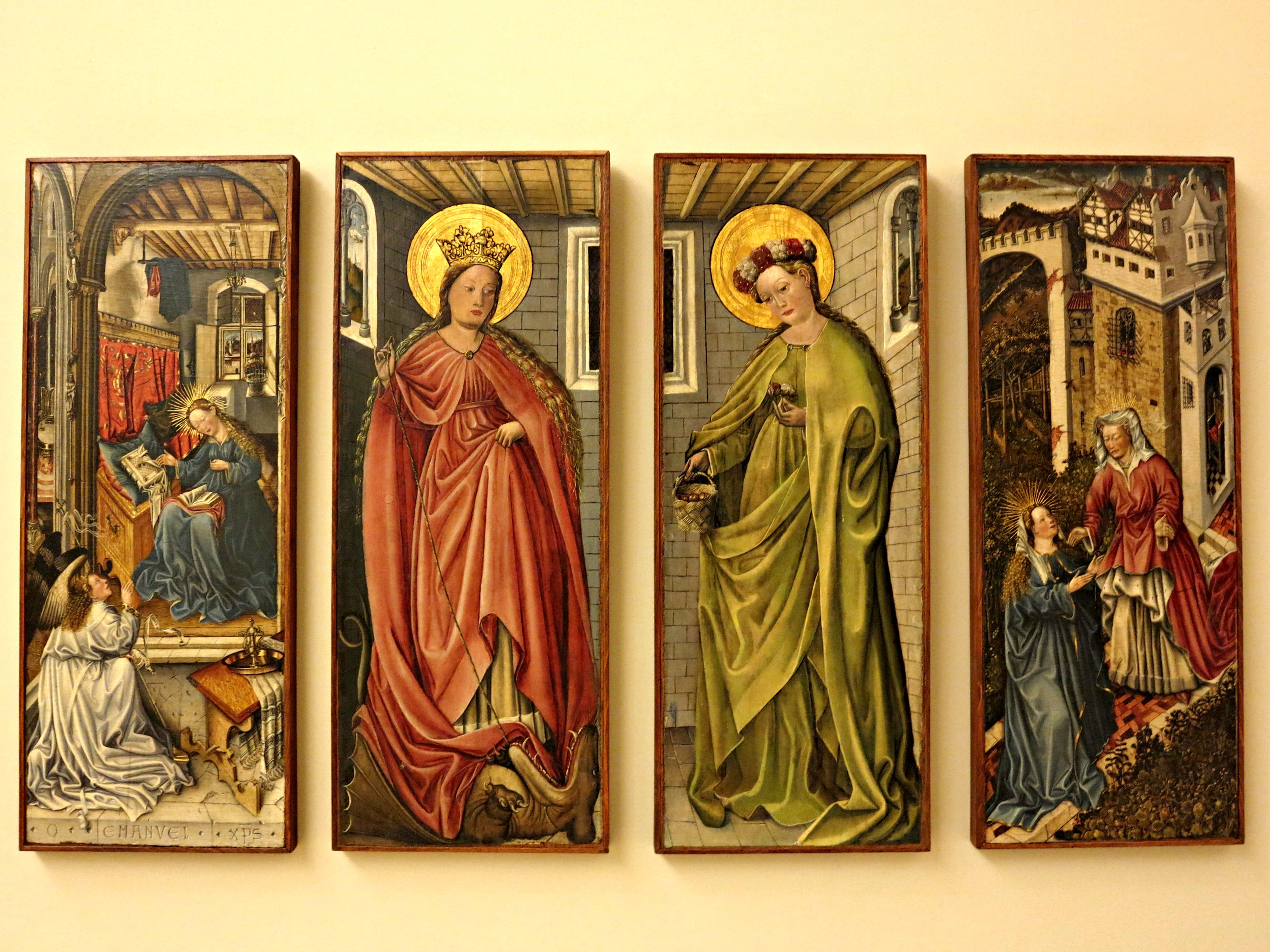
Verkündigung, Heilige und Besucher Süddeutscher Maler
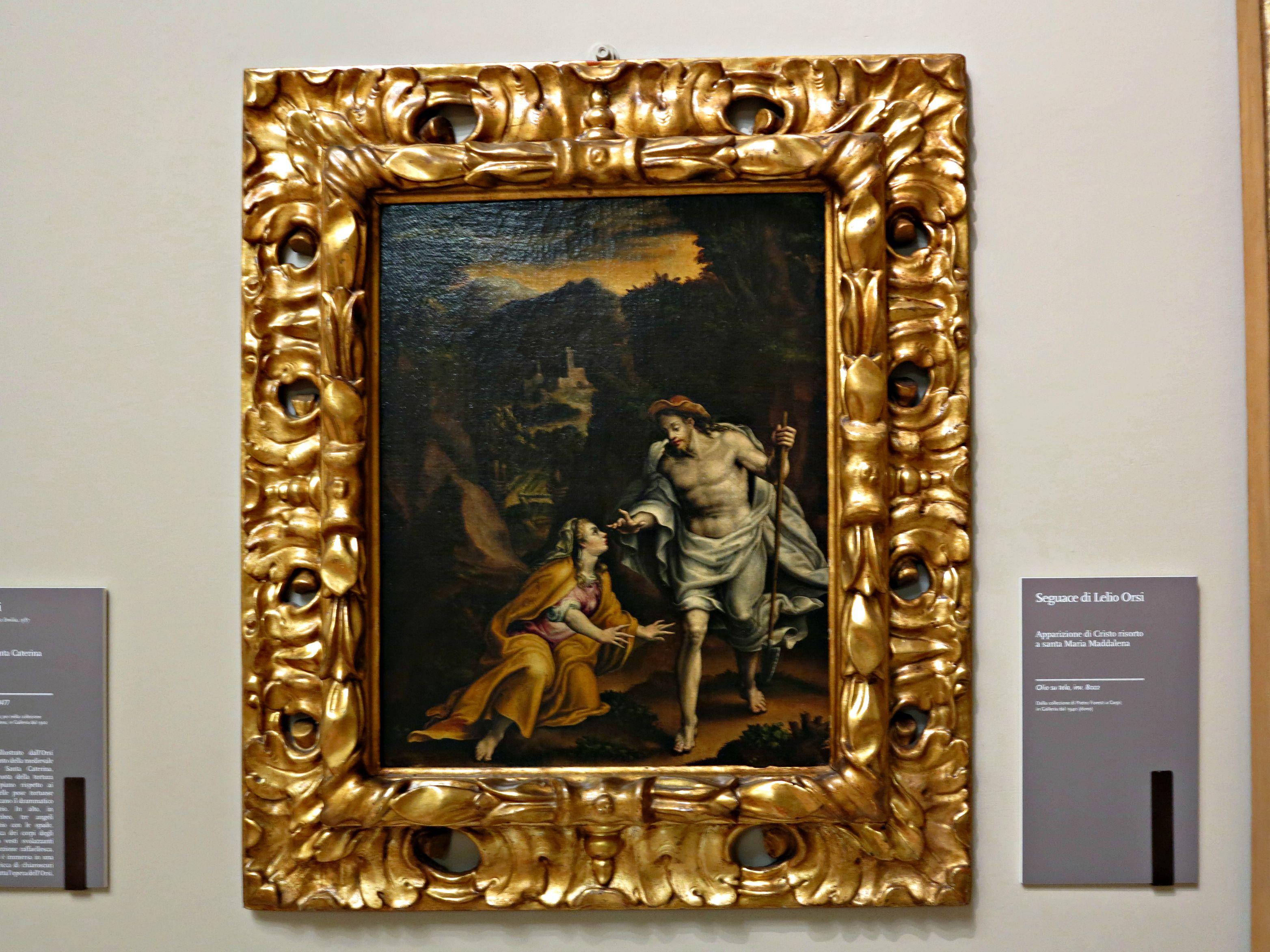
Der auferstandene Christus erscheind der Heilige Maria Magdalena von einem Nachfolger von Lelio Orsi
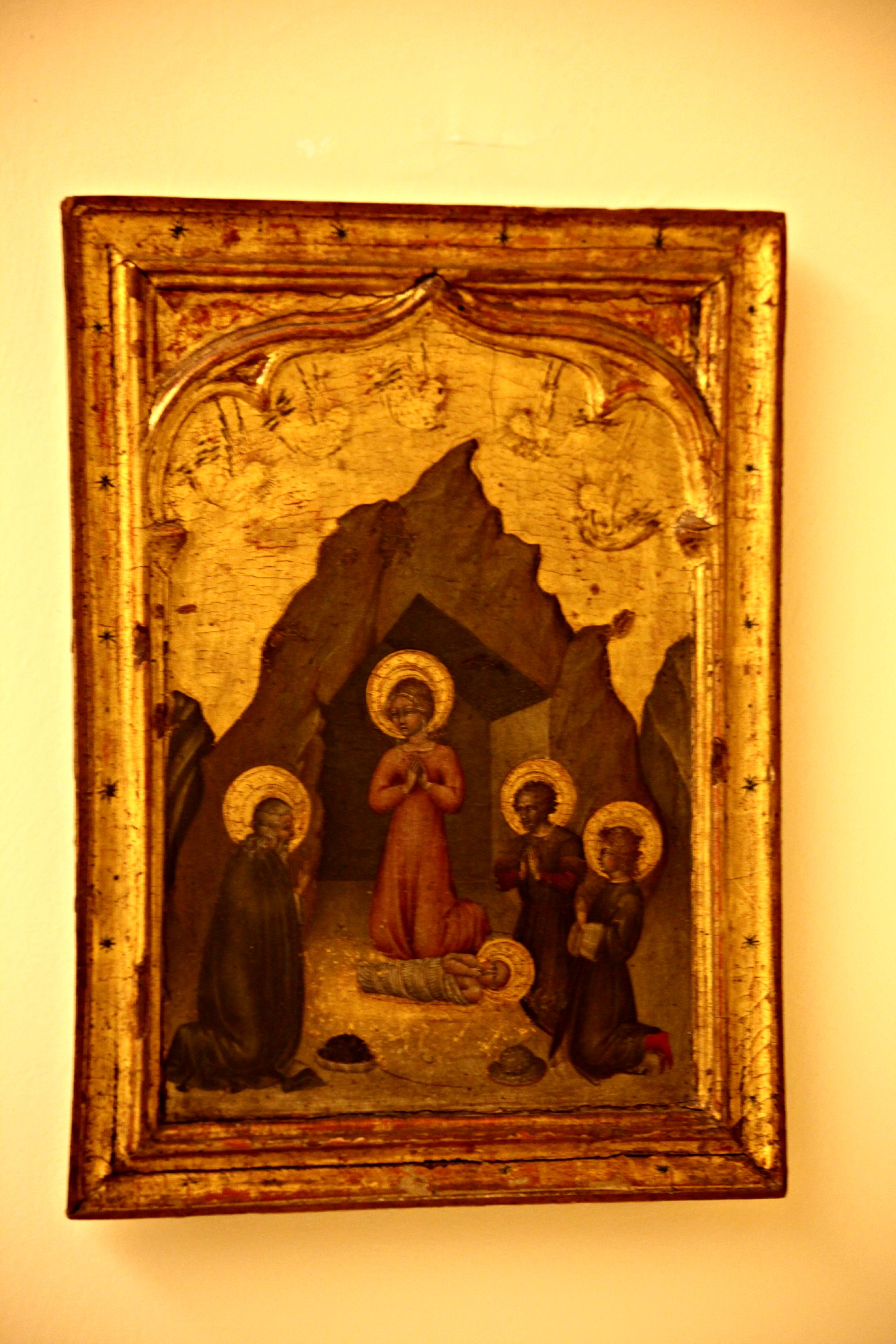
Anbetung des Kindes von Giovanni di Paolo
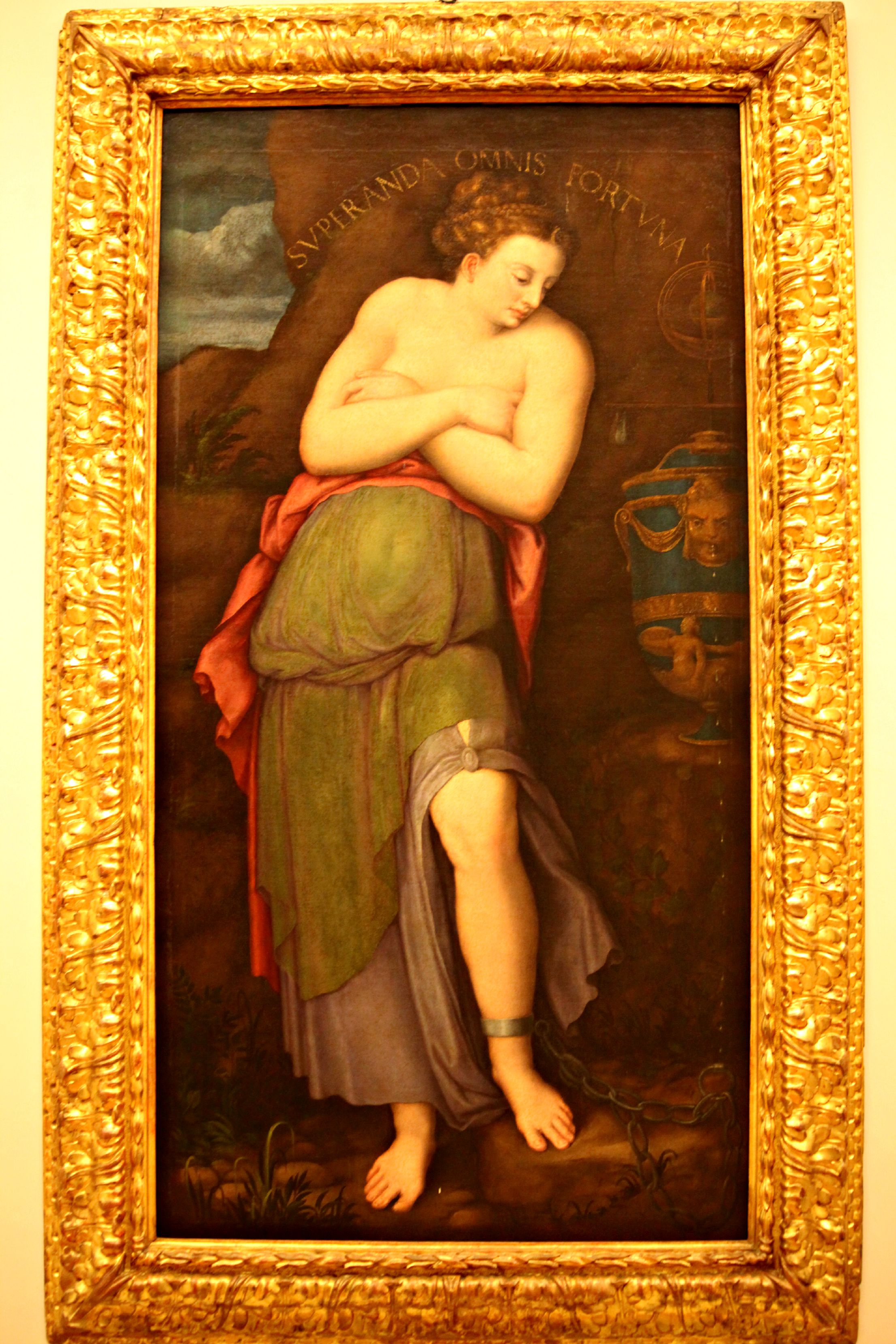
Allegorie der Geduld von Camillo Filippi und Bastianino